# Torre Vitri
La Torre Vitri es un rascacielos residencial de 75 pisos y 275 metros de altura, ubicado al final de la Avenida Paseo del Mar, en el sector de Costa del Este, Panamá.
Su construcción comenzó en 2007 y alcanzó su altura máxima a finales del 2010, pero fue concluido a principios del 2012. Actualmente es el edificio residencial más alto de Panamá y además es el segundo rascacielos más alto de Panamá.

## Datos clave
- Altura: 275 m
- Condición: 	Construido.
- Rango: 	
  - En Panamá: 2018: 2º lugar
  - En Latinoamérica: 2018: 3er lugar
  - En el Mundo: 2018: 183º lugar